# Aérodrome de Faya-Largeau
L'aérodrome de Faya-Largeau,code IATA : FYT • code OACI : FTTY , est un aérodrome desservant Faya-Largeau, la plus grande ville du nord du Tchad. Il est situé dans la région de Borkou au Tchad.

## Situation
| \| 100 km1:18 338 000 \|Abéché Am-Timan Faya-Largeau Moundou N'Djaména Sarh |
| 100 km1:18 338 000                                                          |